# Mrs. GREEN APPLE
Mrs. GREEN APPLE (estilizado en mayúsculas; japonés:ミセスグリーンアップル) es una banda del Rock alternativo japonesa de tres miembros de Tokio que hizo su gran debut en 2015 con EMI Records. Son conocidos por interpretar el quinto tema final de la serie de anime Yu-Gi-Oh! ARC-V, así como su primer álbum completo, Twelve, que ocupó el décimo lugar en las listas nacionales japonesas de Oricon. Su canción "Inferno" se utiliza como tema de apertura de la primera temporada del anime Fire Force.

## Historia

### 2013
El cantante Ohmori comenzó a crear música cuando estaba en sexto grado, pero no formó una banda hasta 2013. Mrs. GREEN APPLE se formó en la primavera de 2013 con 4 miembros: Ohmori, Wakai, Yamanaka y un exmiembro que era bajista. Más tarde, Ohmori invitó a Fujisawa y la Mrs.GREEN APPLE se convirtió en una banda de 5 miembros.

### 2014
El 4 de febrero, la banda lanzó su CD de demostración, 1st Demo, en las salas de conciertos donde tocaron. La demostración incluía dos canciones, "リスキーゲーム (Risky Game)" y "恋と吟(うた) (Koi to Uta)". Solo unos meses después, su primer miniálbum, Introduction, fue lanzado en el primer evento planificado por la banda. El concierto, realizado el 5 de julio en Shibuya LUSH, se agotó y también fue el lugar donde el ex bajista anunció que dejaría la banda.

### 2015
2015 marcó un gran cambio para la Mrs. GREEN APPLE. El 18 de febrero, la banda lanzó su primer CD de distribución nacional, Progressive . Un mes después, el 26 de marzo, anunciaron que debutarían con una marca importante en su tercer evento planificado por ellos mismos, que también agotó las entradas. El miniálbum del grupo, Variety, fue lanzado por EMI Records el 8 de julio. Ese verano, el grupo se presentó en algunos de los festivales de música más populares de Japón, como el Festival Rock in Japan, el Festival Rising Sun Rock y Rush Ball. En diciembre, el grupo lanzó su primer sencillo, "Speaking". La canción fue elegida como el quinto tema final del anime Yu-Gi-Oh! Arc-V .

### 2016
Mrs. GREEN APPLE lanzó su primer álbum completo, Twelve, el 13 de enero e hizo muchas apariciones en televisión. El grupo realizó su primera gira nacional de una banda del 1 de marzo al 10 de abril del mismo año.

### 2020 – hiatus
Tras el éxito de su primera gira por estadios, la banda anunció que lanzarán una compilación del Mejor Álbum llamada "5". El álbum constaba de pistas remasterizadas de sus álbumes anteriores, así como tres canciones nuevas. Fue lanzado a nivel mundial el 8 de julio de 2020, junto con el video musical de la canción " Theater ".
Poco después del lanzamiento de "5", la banda anunció el " Fin de la Fase 1 ", así como la desactivación de las cuentas individuales de Twitter de cada integrante. La banda también publicó una publicación de blog sobre el final de sus actividades:

Hoy, a partir del 8 de julio de 2020, la Mrs. GREEN APPLE anuncia "el final de la Fase 1", y también que la banda se toma un descanso por el momento.
Eso no significa una pausa negativa, pero comenzamos los preparativos para nuestro nuevo paso a la siguiente Fase.
Al mismo tiempo, Mrs. GREEN APPLE es ahora independiente de la antigua empresa de gestión.
ex.

El final de la Fase 1 también marcó el anuncio y el inicio del "Proyecto-MGA", en el que la banda contratará a creadores y miembros del equipo del proyecto para que se unan a ellos en la Fase 2.

### 2021 - Carrera en solitario de Motoki Ohmori; división del grupo de la fase uno
El 18 de febrero de 2021, la banda anunció que el vocalista Motoki Ohmori haría su debut como solista.  El debut digital de su EP, " French ", fue lanzado el 24 de febrero (JST). Posteriormente, el 29 de diciembre de 2021, se anunció que dos integrantes de la Fase 1 de la Sra. Green Apple, el miembro fundador y baterista Ayaka Yamanaka y el bajista Kiyokazu Takano dejarían el grupo, con Fujisawa, Wakai y Ohmori permaneciendo en el grupo para la Fase 2, que comenzará en 2022. Un día después, el 30 de diciembre, se especificó a través de un video de YouTube que MGA regresaría oficialmente en la primavera de 2022.

## Miembros de la banda
Miembros actuales
- Motoki Ohmori (大森元貴 Ohmori Motoki?) — vocales, guitarra (2013–presente)
- Hiroto Wakai (若井滉斗 Wakai Hiroto?) — guitarra (2013–presente)
- Ryoka Fujisawa (藤澤涼架 Fujisawa Ryoka?) — piano (2013–presente)

Miembros anteriores
- Takumi Matsuo (松尾拓海 Matsuo Takumi?) — bajo (2013–2014)
- Ayaka Yamanaka (山中綾華 Yamanaka Ayaka?) — batería (2013–2021)
- Kiyokazu Takano (髙野清宗 Takano Kiyokazu?) — bajo (2014–2021)

## Discografía

### Álbumes

#### Álbumes de estudio
| Título           | Detalles del álbum                                                                       | Posiciones pico en el gráfico | Posiciones pico en el gráfico | Posiciones pico en el gráfico |
| Título           | Detalles del álbum                                                                       | JPN Oricon                    | JPN Billboard Japan           |                               |
| ---------------- | ---------------------------------------------------------------------------------------- | ----------------------------- | ----------------------------- | ----------------------------- |
| Twelve           | - Lanzamiento: 13 de enero de 2016 - Discográfica: EMI - Formatos: CD, descarga digital  | 10                            | 10                            |                               |
| Mrs. Green Apple | - Lanzamiento: 11 de enero de 2017 - Discográfica: EMI - Formatos: CD, descarga digital  | 9                             | 7                             |                               |
| Ensemble         | - Lanzamiento: 18 de abril de 2018 - Discográfica: EMI - Formatos: CD, descarga digital  | 3                             | 3                             |                               |
| Attitude         | - Lanzamiento: 2 de octubre de 2019 - Discográfica: EMI - Formatos: CD, descarga digital | 4                             | 1                             |                               |
| 5                | - Lanzamiento: 8 de julio de 2020 - Discográfica: EMI - Formatos: CD, descarga digital   | 2                             | 1                             |                               |

| Título       | Detalles del álbum                                                                                     | Posiciones pico en el gráfico | Posiciones pico en el gráfico |
| Título       | Detalles del álbum                                                                                     | JPN Oricon                    | JPN Billboard Japan           |
| ------------ | --- | ----------------------------- | ----------------------------- |
| Introduction | - Lanzamiento: 5 de julio de 2014 - Discográfica: Desconocido - Formato: CD                            | —                             | —                             |
| Progressive  | - Lanzamiento: 18 de febrero de 2015 - Discográfica: Probably Records - Formatos: CD, descarga digital | 125                           | —                             |
| Variety      | - Lanzamiento: 8 de julio de 2015 - Discográfica: EMI - Formatos: CD, descarga digital                 | 38                            | 32                            |
| Unity        | - Lanzamiento: 8 de julio de 2022 - Discográfica: EMI - Formatos: CD, descarga digital                 | 3                             | 2                             |

| Título                                          | Año  | Listado de pistas                                                                                            | notas | Posiciones máximas | Certificaciones             | Álbum            |
| Título                                          | Año  | Listado de pistas                                                                                            | notas | JPN Oricon         | Certificaciones             | Álbum            |
| ----------------------------------------------- | ---- | --- | --- | ------------------ | --------------------------- | ---------------- |
| "Speaking"                                      | 2015 | 3 pistas 1. Speaking 2. Koi a Uta (恋 と 吟 (う た)) 3. Ehon (えほん)                                        | "Speaking" como el cuarto ending del anime Yu-Gi-Oh! Arc-V                                                | 22                 |                             | Twelve           |
| "Samama・Festival！" (サママ・フェスティバル！) | 2016 | 3 pistas 1. Samama・Festival！(サママ・フェスティバル！) 2. Umbrella 3. Nonisaku Uta (ノニサクウタ)          | | 9                  |                             | Mrs. Green Apple |
| "In the Morning"                                | 2016 | 3 pistas 1. In the Morning 2. Tsukimashitewa (ツキマシテハ) 3. Oz                                            | | 24                 |                             | Mrs. Green Apple |
| "Dokokade Hiwa Noboru" (どこかで日は昇る)       | 2017 | 3 pistas 1. Dokokade Hiwa Noboru (どこかで日は昇る) 2. Smile of Dreamer (スマイロブドリーマ) 3. Switch       | | 13                 |                             | Ensemble         |
| "¡WanteD! ¡WanteD!"                             | 2017 | 3 pistas 1. ¡WanteD! ¡WanteD! 2. On My Mind 3. Hikari no uta (光のうた)                                      | "On My Mind" como opening para el anime Fastest Finger First                                              | 13                 | RIAJ: Platino (transmisión) | Ensemble         |
| "Love Me, Love You"                             | 2018 | 3 pistas 1. Love Me, Love You 2. Log feat. Ami Sakaguchi 3. Shunshuu (春愁)                                  | | 19                 |                             | Ensemble         |
| "Ao a Natsu" (青と夏)                           | 2018 | 3 pistas 1. Ao To Natsu (青と夏) 2. Tenbyou no Uta (点描の唄) feat. Inoue Sonoko 3. A Puriori (ア・プリオリ) | | 14                 |                             |                  |
| "Boku no Koto" (僕のこと)                       | 2019 | 3 pistas 1. Boku no Koto (僕のこと) 2. Tomoshibi (灯火) 3. Folktale                                          | | 4                  |                             | Attitude         |
| "Romanticism" (ロマンチシズム)                  | 2019 | 3 pistas 1. Romanticism (ロマンチシズム) 2. How-to 3. Tsuki a Anemone (月とアネモネ)                         | | 9                  |                             | Attitude         |
| "Soranji"                                       | 2022 | 3 pistas 1. Soranji 2. I'm Invincible (私は最強) 3. Floriginal (フロリジナル)                                | "Soranji" como tema principal para la película de Arashi Kuzanari y Ninomiya "Fragments of the last Will" |                    |                             |                  |

## Festivales y Eventos
- Minami Wheel 2014
- Live DI:GA Judgement 2014
- Music Monsters -2015 winter-
- Mihoudai 2015
- Rock in Japan Festival 2015
- Rising Sun Rock Festival 2015
- Rush Ball 2015
- Sweet Love Shower 2015
- Minami Wheel 2015
- Countdown Japan 15/16
- Japan Jam 2016
- Dome Live "Atlantis" 2023